# Triumph Bonneville
Triumph Bonneville [bɔnvɪl] ist eine Motorradbaureihe der Triumph Motorcycles Ltd. mit heutigem Unternehmenssitz in Hinckley, Großbritannien. Der Prototyp der auch „Bonnie“ genannten Baureihe wurde 1958 auf der Earls Court Motorshow in London vorgestellt. 1959 kam das Serienmodell auf den Markt.

## Modellgeschichte
Die Triumph Bonneville entstand aus der Triumph Tiger T110, deren Motor von 500 auf 650 cm³ vergrößert wurde. Sie sollte – mit etwa 50 PS – eine Geschwindigkeit von 120 mph (193,1 km/h) erreichen können. Der Motor der T110 musste dazu gründlich überarbeitet werden. So erhielt er eine neue einteilige, geschmiedete Kurbelwelle, um der höheren Leistung standzuhalten. Der daraus entwickelte T120-Motor wurde im September 1956 auf dem Bonneville-Salzsee in Utah in einer stromlinienförmig verkleideten Maschine getestet. Dabei stellte der Testfahrer Johnny Allen einen neuen Motorrad-Weltrekord mit 214,5 mph (345,2 km/h) auf, der zu dem Modellnamen Bonneville führte. Das Motorrad wurde in verschiedenen Entwicklungsstufen bis 1980 im alten Triumph-Werk in Meriden gebaut. Nach dem wirtschaftlichen Zusammenbruch von Triumph und der Übernahme des zahlungsunfähigen Unternehmens durch den Bauunternehmer John Bloor baute der englische Triumph-Händler Les Harris noch von Juni 1985 bis 1988 aus Lagerbeständen und Zulieferteilen mehrere Bonnevilles zusammen.
John Bloor gründete Triumph in den 1980er-Jahren gewissermaßen neu; er wechselte den Produktionsstandort von Meriden in das nahe gelegene Hinckley und baute dort ein vollständig neues Werk. Nachdem sich Triumph in den 1990er-Jahren mit Drei- und Vierzylinder-Motorrädern wieder erfolgreich als Hersteller etabliert hatte, erschien eine zweizylindrige Neuauflage der Bonneville im Retro-Stil, bei Triumph auch als Modern Classic bezeichnet.

## Modelle

### Bonneville 650 T120 (1959–1973)
Die Ur-Bonneville war nicht nur eine sehr beliebte Straßenmaschine, sie war auch sportlich erfolgreich: Als erste Serienmaschine erreichte sie bei der Tourist Trophy auf der Isle of Man einen Rundenschnitt von 100 mph. Mit dem Modelljahr 1960 wurden Rahmen und Lampen geändert. Für die T120R war ab 1972 ein  Fünfganggetriebe wahlweise lieferbar. Im August 1973 wurde die Produktion eingestellt.

### Bonneville 750 T140 (1973–1980)
Hauptartikel: Triumph Bonneville T140
Da im Lauf der Jahre mehr Hubraum und mehr Leistung verlangt wurden, wurde der Motor der Bonneville 1973 vergrößert. In einer ersten Serie wurden Motoren mit 724 cm³ ausgeliefert. Die Getriebe hatten fünf Gänge und waren rechtsgeschaltet. Die Motorräder hatten eine Lockheed-Scheibenbremse im Vorderrad und eine konische Trommel im Hinterrad.
Die ersten Motoren der T140 litten noch unter dem gleichen Problem wie die T120 mit dem oil-in-frame-Fahrgestell: Im Rahmen war so wenig Platz, dass sich der Motor nicht komplett installieren ließ. An den fertigen, testgelaufenen Motoren mussten die Kipphebelgehäuse noch einmal demontiert werden, um sie ins Fahrgestell einbauen zu können. Um dem abzuhelfen, wurde ein neuer Kurbeltrieb mit kürzeren Pleueln konstruiert, der entsprechend niedriger baute. Die Bohrung dieser Motoren wurde etwas vergrößert, sodass sie auf einen Hubraum von 744 cm³ kamen. Der Zylinderblock trägt nur sieben statt der früheren acht Kühlrippen, die Stoßstangen im Motor sind kürzer und weitere Details an Motor und Fahrwerk sind anders.
Für das Modelljahr 1976 erhielt die T140 ein Getriebe mit Linksschaltung, um den neuen US-Zulassungsbestimmungen zu genügen. Gleichzeitig wurde die hintere Trommelbremse durch eine Scheibenbremse ersetzt.
Ende des Jahres 1978 erschien das Modell T140E (E= emission control) mit Vergasern vom Typ Amal MkII ohne Schwimmertupfer, da diese in den USA verboten wurden. Dabei wurden Zylinderköpfe verwendet, bei denen erstmals in der Geschichte der Bonneville die Ansaugkanäle parallel verliefen statt V-förmig zueinander. Diese Köpfe waren modifizierte Tiger-Teile mit an die neuen Vergaser angepassten Ansaugstutzen, auf denen die Vergaser mit Gummimuffen montiert waren. Außerdem wurden äußerlich fast unveränderte, sehr stark dämpfende Auspuffe verwendet; beide Änderungen zusammen sorgten dafür, dass die Leistung der T140E stark zurückging und die ohnehin schon starke Drehmomentschwäche noch stärker wurde. In dieser ansonsten mit dem Vorgängermodell übereinstimmenden Ausführung wurden sehr wenige T140E hergestellt.
Bereits nach kurzer Zeit wurde eine elektronische Zündung vom Typ Lucas Rita verwendet und an der Telegabel die obere Gabelbrücke der Triumph Trident eingeführt, bei der das Zündschloss mit den Kontrollleuchten in einem Gehäuse zwischen den Instrumenten sitzt (statt wie vorher das Zündschloss im linken Lampenhalter und die Leuchten im Scheinwerfer) sowie die Instrumente in gegossenen Haltern mit Vibrationsdämpfern montiert sind und nicht mehr mit verchromten Haltern an den oberen Gabelstopfen. Außerdem wurden Lenkerarmaturen eingebaut, wie sie schon an den Norton Commando MkIII und Triumph Trident T160 verwendet worden waren. Damit war zumindest in diesen Punkten eine Gestaltung erreicht, die an die japanischen Konkurrenten anschließen konnte.
Für den Rest der Bauzeit des Modells T140 gab es nur noch kleinere Änderungen.

### Bonneville Sondermodelle
Triumph Bonneville 750 Jubilee (1977)
Das Sondermodell Jubilee kam anlässlich des 25. Thronjubiläums von Königin Elisabeth II. auf den Markt. Basis war das Modell T140V. Die Jubilee unterschied sich vom Serienmodell lediglich durch die Farbgebung in Blau, Weiß und Rot. Die Auflage sollte limitiert sein auf je 1.000 Stück für den US-amerikanischen und den britischen Markt. Es wurden jedoch wegen starker Nachfrage noch 400 weitere Exemplare für Kanada, Neuseeland und Australien hergestellt.
Special (1980)
Mit der Special folgte Triumph dem aus Japan kommenden Trend zum sogenannten Softchopper. Mit 42 PS wurde der Motor etwas schwächer ausgelegt als in der Serie. Die Chopper-Optik erzielten eine Stufensitzbank, höherer Lenker, Leichtmetall-Gussräder sowie eine 2-in-1-Auspuffanlage.
Royal 750 (1981)
Anlässlich der Hochzeit von Prinz Charles und Lady Diana am 29. Juli 1981 legte Triumph das Sondermodell Royal 750 auf. Basis war das Modell T140ES. Die Maschine hatte einen Elektrostarter, Federbeine von Marzocchi sowie Leichtmetall-Gussräder mit Doppelscheibenbremse. Neben viel Chrom und poliertem Aluminium zierte eine „Jubiläumsplakette“ den Lenkkopf. Es sollen 2.000 Stück gebaut worden sein.
Executive (1982)
Die Executive wurde als Tourenmotorrad positioniert und hatte serienmäßig einen Koffersatz mit Topcase, eine Lenkerverkleidung und einen Elektrostarter. Sie war mit Speichenrädern erhältlich, gegen Aufpreis auch mit Leichtmetall-Gussrädern.